# Balatina, Glodeni
Balatina este o comună în raionul Glodeni din Republica Moldova, situată în nord-vestul țării, pe malul râului Prut, la cca 65 km vest de orașul Bălți. Populația - satul Balatina - 3938 de locuitori (1914 de bărbați, 2024 de femei), inclusiv 3800 de moldoveni, 62 de ucraineni, 60 de ruși, 2 găgăuzi, 1 bulgar, 10 români și 3 de alte etnii (Recensământul anului 2004). În total pe comună 5637 de locuitori din care  în satele Tomeștii Noi - 728 de locuitori, Tomeștii Vechi - 40 de locuitori, Lipovăț - 155 de locuitori și Clococenii Vechi - 776 de locuitori (ca suprafața este cea mai mare comună din raionul Glodeni). Satul este situat în Valea Prutului pe râulețul Țiganca, la gura văii Camenca, la 25 km de orașul Glodeni, la 65 km de mun. Bălți și la 161 km de mun. Chișinău. Localitatea se învecinează la nord cu satul Cobani, la sud cu satul Cuhnești și la est cu satul Cajba.

## Etimologie
Denumirea satului provine de la cuvântului românesc „baltă” - reflectând abundența bălților și mlaștinilor din lunca râurilor Camenca și Prut. Termenul baltă este moștenit din limba dacă (tracă), având origini comune cu cuvintele asemănătoare cu mai multe limbi indo-europene.

## Legenda localității
Circulă și o legendă, care spune că flăcăul Bala se îndrăgostise lulea de Tina, fata vecinului. Frumoasă foc fata. Și băiatul nu de lăsat. Unica dorință ce le sfarogește inimile e să se căsătorească cât mai repede. Dar părinții tinerilor nu se înțeleg între ei și nunta se strică. Visul se stinge. Deznădăjduiți, tinerii se iau de mâna și se aruncă ori că într-un ochi de baltă, ori în valurile Prutului. Drama zguduie satul și de atunci localitatea le va purta numele... Desigur, e o legendă, iar denumirea satului, fără îndoială, se trage de la bălțile și mlaștinile de le-a format de-a lungul timpului apa Prutului. Dovezile se află în incunabile, cât și în documentele mai noi.

## Istorie

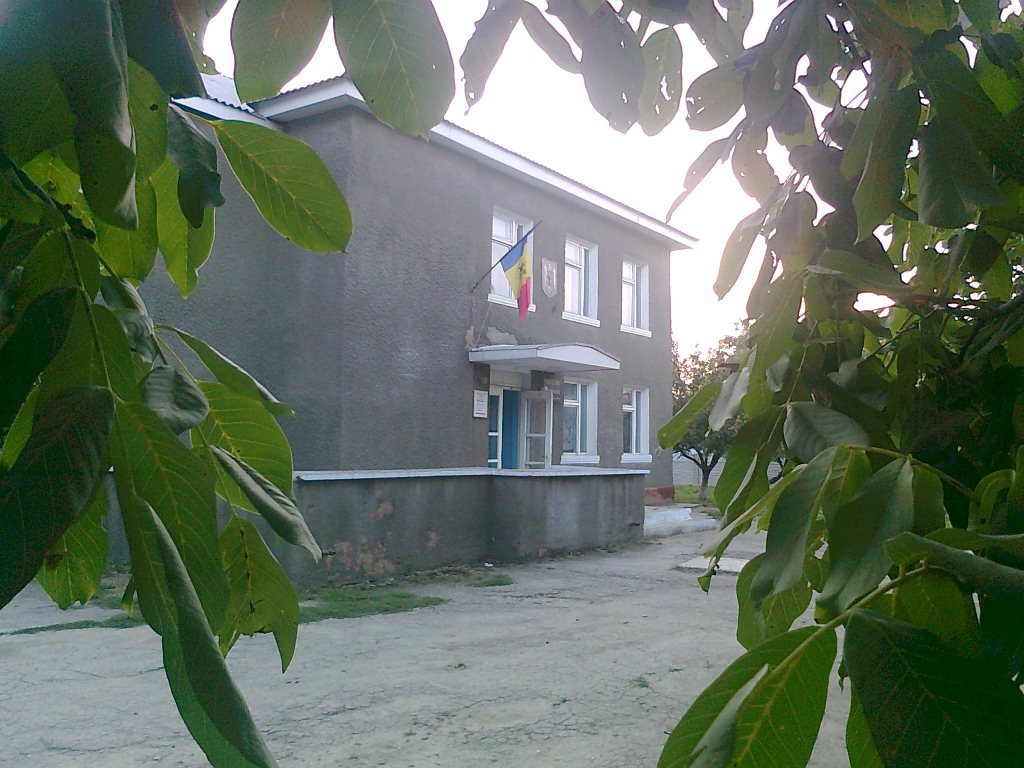
Primăria Balatina

Într-o menționare istorică este pomenit ca un „Sat mare... așezat în Valea Prutului pe râulețul Țiganca, tocmai la gura văii Camenca, pe șoseaua care duce de la Lipcani spre Sculeni”. Denumirea, posibil, e una eronată, ce derivă de la slavonescul boloto (glod, mlaștină, baltă) și dovadă avem chiar în denumirile altor localități din preajmă: Glodeni, Bălți care se află la câteva zeci de kilometri unele de altele.
Savanții arheologi atribuie localității o vârstă de mare vechime, purtând-ne undeva prin sec. II-IV e.n. Anume de pe atunci pe malurile râului Camenca, în partea de sud a satului, ar fi existat vatra unei așezări omenești timpurii. Cioburile de oale strânse aici ar pute fi chiar de proveniență locală, dat fiind faptul că tot din acea epocă s-au păstrat rămășițele a două cuptoare de ars vase de lut, ceea ce ar confirma că ocupația nu le era străină localnicilor.
La 21 mai 1815 este încheiată zidirea unei noi biserici a localității, aceasta fiind de lemn, pe temelie de piatră, acoperită cu stuf și fân. Biserica veche fusese inundată în iulie 1813, de apele Prutului revărsat.
Din anul 2011 primar al localității este Iatuc Dumitru Mihail (reales în 2014).

## Educație
Școala din satul Balatina a fost înființată în anul 1869 din inițiativa sătenilor. Ea a fost numită școala parohială și se afla într-o casă particulară. Școala era compusă din 2 clase primare, unde studiau 22 băieți. Primul director a fost I. Malinovschii.
În 1922 în sat a fost înființată școala de meserii, între 1943 – 1944 funcționa aparte: de băieți și de fete condusă de directorul Florea Artemid. În luna mai 1944 în sat s-a deschis școala de 7 ani. Din 1946 devine școala medie. În 1969 i s-a conferit numele lui Serghei Lazo. Statutul de liceu a fost primit în anul 1996.

## Biserici
În jurul anului 1800, satul Balatina, așezat pe malul Prutului și care avea deja o biserică, a fost inundat, iar proprietarul moșiei Mihai Bădărau a donat pământ mai în deal unde au fondat un nou sat și o nouă biserică din lemn. Construcția noului lăcaș s-a terminat în 1848. Fostul proprietar al moșiei, Mihai Bădărau, este înmormântat în această biserică din lemn. Biserica a fost reparată de mai multe ori, ultima dată în 1984 la inițiativa protoereului Damian Junghina.
După moartea proprietarului moșiei, a venit de la Moscova Rozalia Clococeova. Moșiereasa a început să zidească o nouă biserică, terminată în 1888. Împreună  cu preotul Vasile Scalețchii, ea a pus temelia unei noi biserici cu hramul Adormirea Maicii Domnului în 1909. Cea din urmă biserică a fost construită din cotileț. În anul 1918, când biserica avea finalizată numai exteriorul, proprietăreasa a murit și lucrările la biserică au mers mai greu. Preotul Scalețchii a fost înlocuit cu preotul Andrei Antonovici care a continuat construcția bisericii, astfel încât în anul 1924 Episcopul de la Hotin, Visarion Puiu, i-a aprobat sfințirea bisericii.

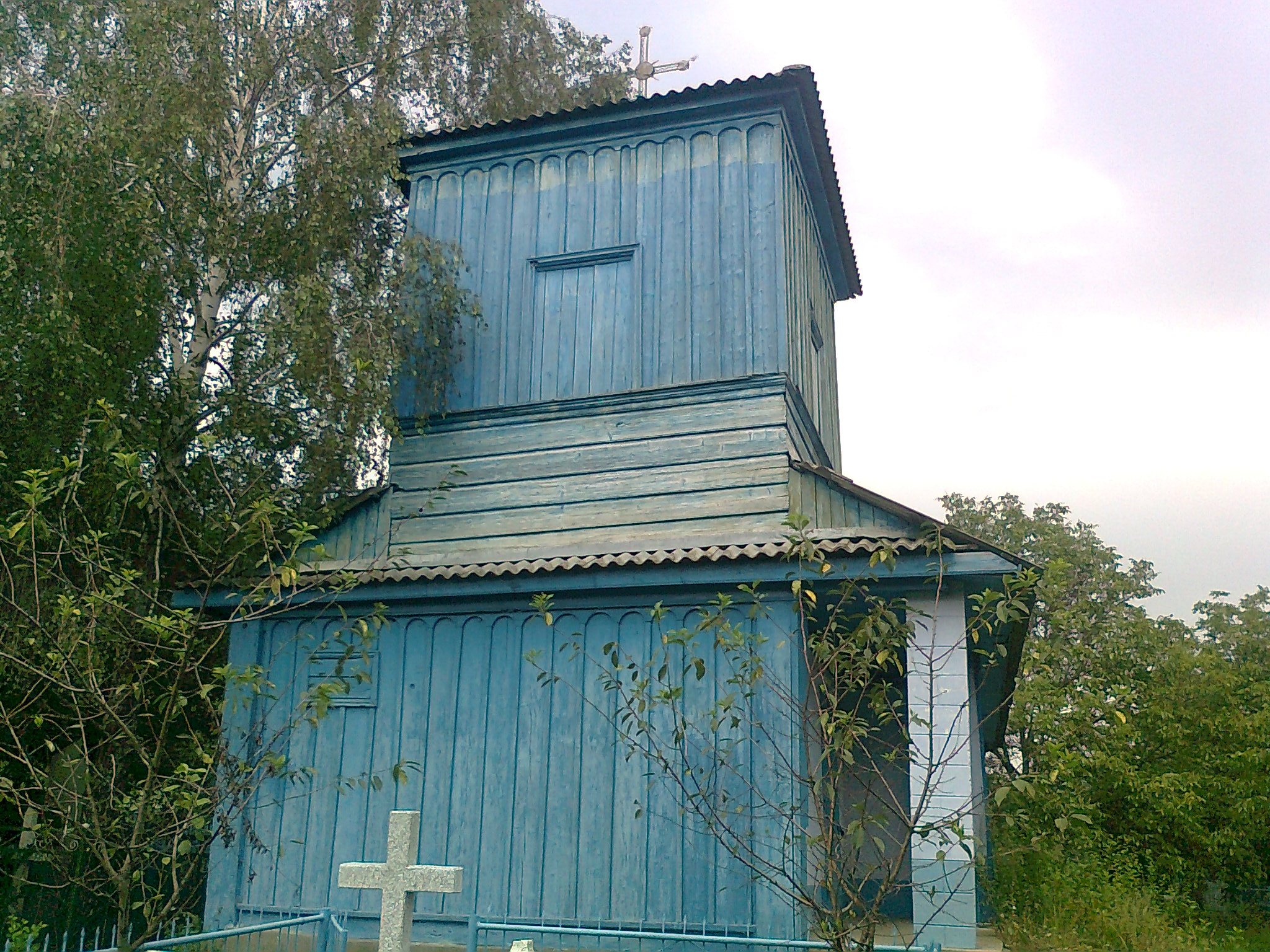
Biserica de lemn
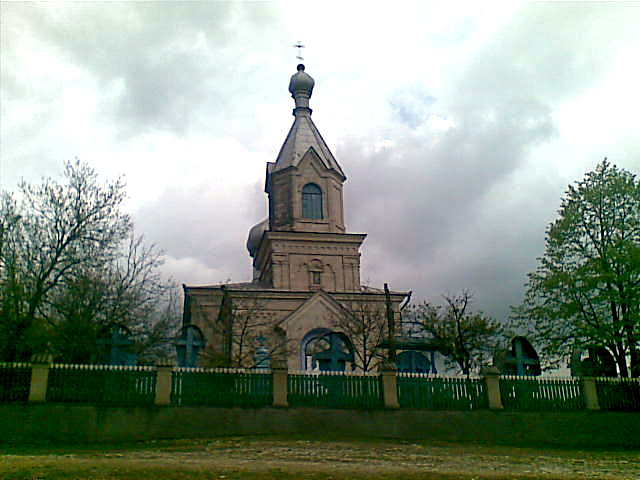
Biserica Adormirea Maicii Domnului
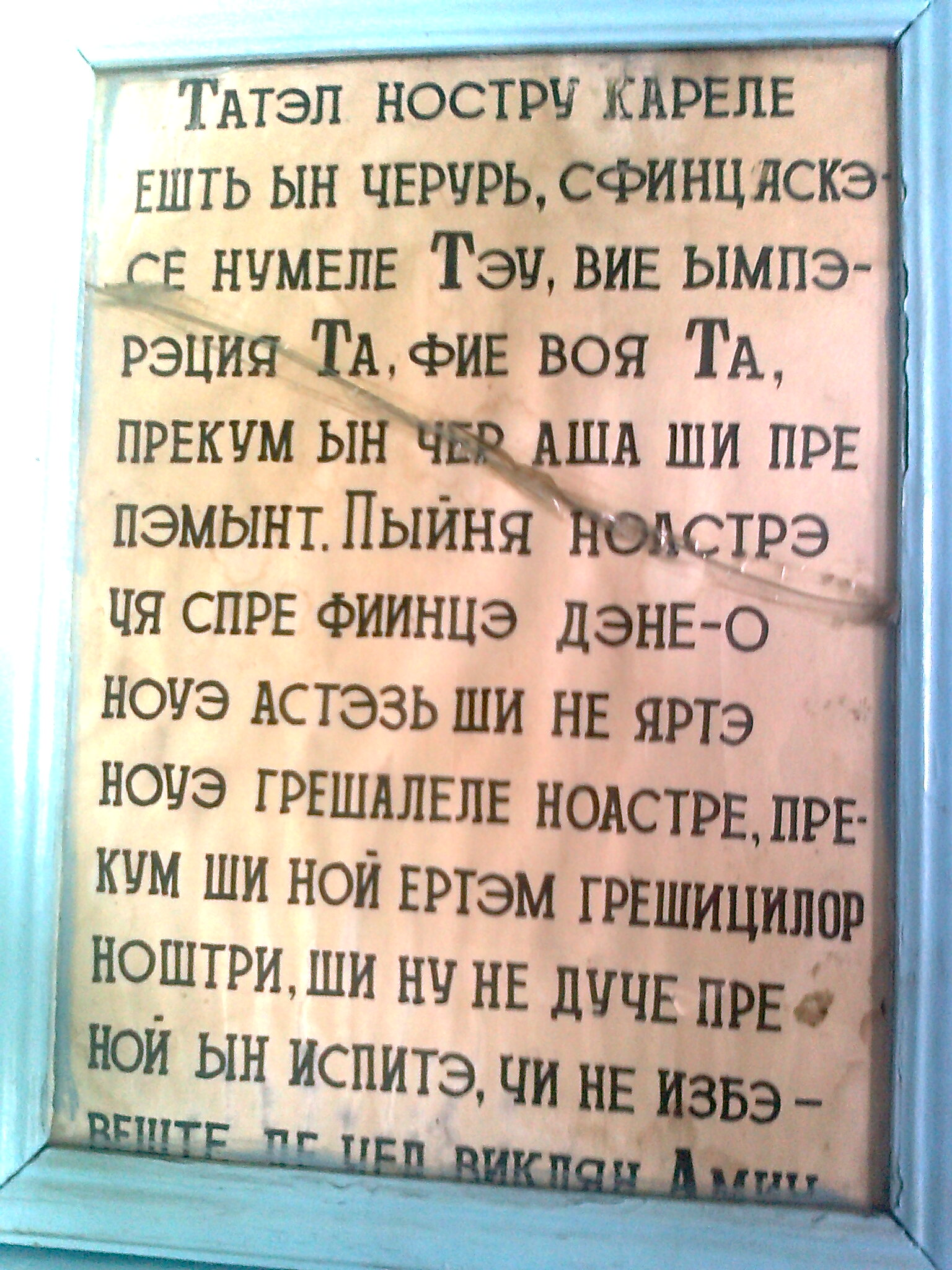
„Tatăl Nostru” – interiorul bisericii de piatră

## Date statistice
Suprafața - 37,7 kmp. Distanța până la or. Glodeni - 25 km. Biserica Adormirea Maicii Domnului (1838). Gospodării - 1811. Întreprinderi individuale, o brutărie. Sectorul obștesc - 2730 ha (arabil - 1146 ha, vii - 19 ha, livezi - 326 ha), 3640 de bovine, 381 de porcine, 887 de ovine. Sectorul industrial - 540 ha, 592 de bovine. 312 de porcine, 1417 de ovine. Fondul locativ - 109,3 mii mp.. Casa - 1824: cu gaz lichefiat - 1422. Fântâni - 168. Drumuri - 9 km (cu îmbrăcăminte dură - 9 km), 13 magazine, o cafenea, o casă de prestări servicii, o frezărie, o baie, un punct medical, 5 grădinițe de copii, un liceu, o casă de cultură, o instalație de cinema, 2 biblioteci, un oficiu poștal, un stadion, un hotel.

## Personalități
- Anatol Stati (n. 1952), om de afaceri, anterior, cel mai bogat moldovean
- Ala Mândâcanu (n. 1954), politiciană și jurnalistă
- Vasile Grosu, colonel moldovean

## Vezi și
- Raionul Balatina